# محسن صبحي
محسن صبحي (4 أكتوبر 1963- 2 أغسطس 2009) هو فلسطيني ملحن من الموسيقى العربية الكلاسيكية ومنظم الموسيقى الحديثة الفلسطيني والأغنية الشعبية وُلد في رام الله، فلسطين، حيث أسس نفسه على أنه شاب موسيقي وملحن ومعلم. انتقل إلى بوسطن، ماساتشوستس في عام 1997 واستمر في العيش والعمل في فلسطين والولايات المتحدة (بوسطن وسان فرانسيسكو ) والأردن.
قام بتأليف وتوزيع وترجمة وأداء موسيقى للتلفزيون والمسرحيات والأفلام والعروض الحية، بعد حصوله على منحة لتسجيل أسطوانته الموسيقية العربية الكلاسيكية الثانية (الآلية). توفي في رام الله بتاريخ 2 أغسطس 2009، نتيجة حادث ودُفن في البيرة.

## تعليمه
بدأ محسن تعليم نفسه الموسيقى في سن السابعة، في البداية كعازف إيقاع ثم اعتمد العود كأداة رئيسية له كان عازف العود الكبير حاتم الأفغاني من بين أساتذة الموسيقى الأوائل لمحسن في الولايات المتحدة، حضر محسن دروسًا في كلية بيركلي للموسيقى في بوسطن ومدرسة لونجي للموسيقى (كامبريدج، ماساتشوستس) حيث واصل تطوير أسلوبه الفريد.

## مسيرته المهنية
قام محسن بتأليف وتوزيع وتفسير وأداء الموسيقى لأغراض تعليمية والتلفزيون والمسرحيات وفرق الرقص والأفلام والجمهور المباشر. كما قام بتدريس الإيقاع والعود للأطفال والكبار من خلال المؤسسات والمدارس والدروس الخصوصية في رام الله والقدس، وكذلك في بوسطن وفي وقت لاحق في سان فرانسيسكو.
على الرغم من شهرته كعازف عود، استخدم محسن أيضًا البزق وباعتباره عازف إيقاع، كان يعزف على الدرباكة، والطار، والمزهر (طبل الإطار)، والدف، مندمجًا بذلك الإيقاعات العربية والفارسية والهندية والأفريقية.
عزف صبحي البزق والإيقاع مع فرقة الرحالة التي تتخذ من رام الله مقراً لها، بما في ذلك ألبومها "رصيف المدينة" عام 1988.

## الأعمال الموسيقية اللاحقة

### زغاريد
أثناء عمله كمدير موسيقي لفرقة الفنون الوطنية الفلسطينية للموسيقى والرقص وهي فرقة دبكة معترف بها دوليًا في فلسطين قام محسن بتأليف موسيقى عرضهم الشهير" زغاريد "عام 1997، وقد قامت فرقة الفنون بتصميم رقصات وأداء أغاني الزفاف الفلكلورية الفلسطينية التقليدية التي أعاد محسن تفسيرها وتوزيعها. يمكن وصف "زغاريد" على أفضل وجه بأنها عمل فني يجمع بين الأصالة، والمواد الخام التقليدية مع مكونات رقص أكثر حداثة، وأخيرًا موضوع فلسطيني بامتياز بخصائص تحمل جاذبية عالمية.

### مواسم
في عام 2006، أصدرت شركة التسجيلات المستقلة اللبنانية Incognito مقطوعة محسن صبحي الآلية "مواسم" وهي أول مجموعة من مؤلفاته الموسيقية الشهيرة لقطع العود، مصحوبة بالباس والتشيلو والبيانو بمشاركة أنطوان لمام - إيقاعات في مواسم، يشرح جهاد توما، يبدأ صبحي في المقام، في دائرة تتسع بالوحي ثم يأتي المقطع، يشرع في العمل على المقام، مُربكًا إياه، مُحوّلًا هويته بمهارة إلى أشكال هجينة أصيلة، مُحمّلًا كل صوت بوخزات مقامات لم تولد بعد، لا يُتوقع حدوث فواصل في اللحظات والفضاءات التي تمتد عليها، بل يُتوقع حدوث فواصل في انعكاساتها، يرتجف العود، ويتأوه، ويتمايل، ويشتاق، يُنصت العود إلى صداه، ويُدخل صدى العود أفق الإيقاع كعمود متجانس، وفي النهاية يستقر المقام على حتمية غيابه.
وفي تعليقه على "مواسم"، كتب رابح ز، في يونيو 2006 من مجلة تايم آوت بيروت يتميز محسن صبحي بأسلوبه الخاص في العزف على العود، بفضل خبرته السابقة كعازف إيقاع واستيعابه الدقيق للتأثيرات الهندية والأفريقية والمتوسطية، وقد حظي الألبوم بإشادة شعبية ونقدية واسعة في لبنان، من الصعب ألا ينبهر المرء بألبوم محسن صبحي الآسر "مواسم"، عزف صبحي المتقن على العود أشبه بفنٍّ روحاني، مما يجعل هذا الألبوم آسرًا للنفس.

## موسيقى الأفلام
ألّف صبحي وأدى الموسيقى التصويرية الأصلية لعدد من الأفلام التي توثّق الحياة والتاريخ الفلسطيني، ومن أمثلة موسيقى الأفلام التي أبدعها محسن:
- حضور الغياب في أطلال كفر برعم بقلم جون حلاقة عام 2007.[13]
- القرية الخيالية من تأليف ساندي تولان وميليسا روبينز عام 2004[14]. علقت ميليسا روبينز، المنتجة المشاركة مع ساندي تولان فيلم القرية الخيالية، على العمل مع محسن وتأثير موسيقاه على الفيلم الوثائقي، بقولها كان من المثير بالنسبة لي أيضًا العمل على موسيقى أصلية للموسيقي الفلسطيني الأمريكي محسن صبحي عبد الحميد، لأتمتع بأداة إضافية وتحدي موسيقي إضافي، في مرحلة ما، بدأت الموسيقى تبدو وكأنها صوت آخر في العمل، يحمل رسالة خاصة تُشكله وتُحترم.
- الجولة الداخلية لرعنان ألكسندروفيتش عام 2001. كان محسن أحد الفنانين الثلاثة الذين استُخدمت موسيقاهم في الفيلم الوثائقي، وأمضى الأيام الثلاثة في الحافلة مع مجموعة من الفلسطينيين الذين يحاول الفيلم الوثائقي سرد قصصهم، والتي يمكن رؤيتها طوال الفيلم، وغالبًا ما كان يعزف على عوده.
- علي وشابوه لصبحي الزبيدي عام 2000.[15]
- ملح هذا البحر بقلم آن ماري جاسر، عام 2008.[16]
- هذه الحياة الفلسطينية بقلم فيليب رزق عام 2008.[17]